# József Tunyogi
József Tunyogi   (Budapest, 9 de març de 1907 - Iváncsa, 11 d'abril de 1980) va ser un lluitador hongarès, que combinà la lluita grecoromana i la lluita lliure, que va competir durant les dècades de 1920 i 1930.
El 1926 va guanyar el campionat nacional juvenil i el 1928 el seu primer campionat nacional sènior, en pes mitjà grecoromà. El 1929 va guanyar el Campionat d'Europa en aquesta categoria i el 1931 ho va fer en estil lliure del pes semipesant.
El 1932 va prendre part en els Jocs Olímpics d'Estiu de Los Angeles, on va guanyar la medalla de bronze en la categoria del pes mitjà del programa de lluita lliure. Una lesió l'obligà a retirar-se l'any següent.